# Locmaria-Plouzané
Locmaria-Plouzané (bretonisch Lokmaria-Plouzane) ist eine französische Gemeinde mit 5160 Einwohnern (Stand 1. Januar 2022) im Nordwesten der Bretagne im Département Finistère.

## Lage
Die Gemeinde befindet sich in unmittelbarer Nähe der Atlantikküste bei der Côte des Abers und der Bucht von Brest (Rade de Brest).
Brest liegt 12 Kilometer östlich und Paris etwa 520 Kilometer östlich (Angaben in Luftlinie). 

## Verkehr
Bei Brest enden die Europastraße 60 (Brest-Nantes) und  die Europastraße 50 (Brest-Rennes). Der Bahnhof von Brest ist Endpunkt des TGV Atlantique nach Paris sowie der Regionalbahnlinien in Richtung Rennes und Nantes.
Nahe der Großstadt Brest befindet sich der Regionalflughafen Aéroport de Brest Bretagne.

## Bevölkerungsentwicklung
| Jahr                       | 1962 | 1968 | 1975 | 1982 | 1990 | 1999 | 2006 | 2017 |
| Einwohner                  | 1191 | 1202 | 1824 | 2686 | 3589 | 4246 | 4807 | 5076 |
| Quellen: Cassini und INSEE |      |      |      |      |      |      |      |      |

## Sehenswürdigkeiten

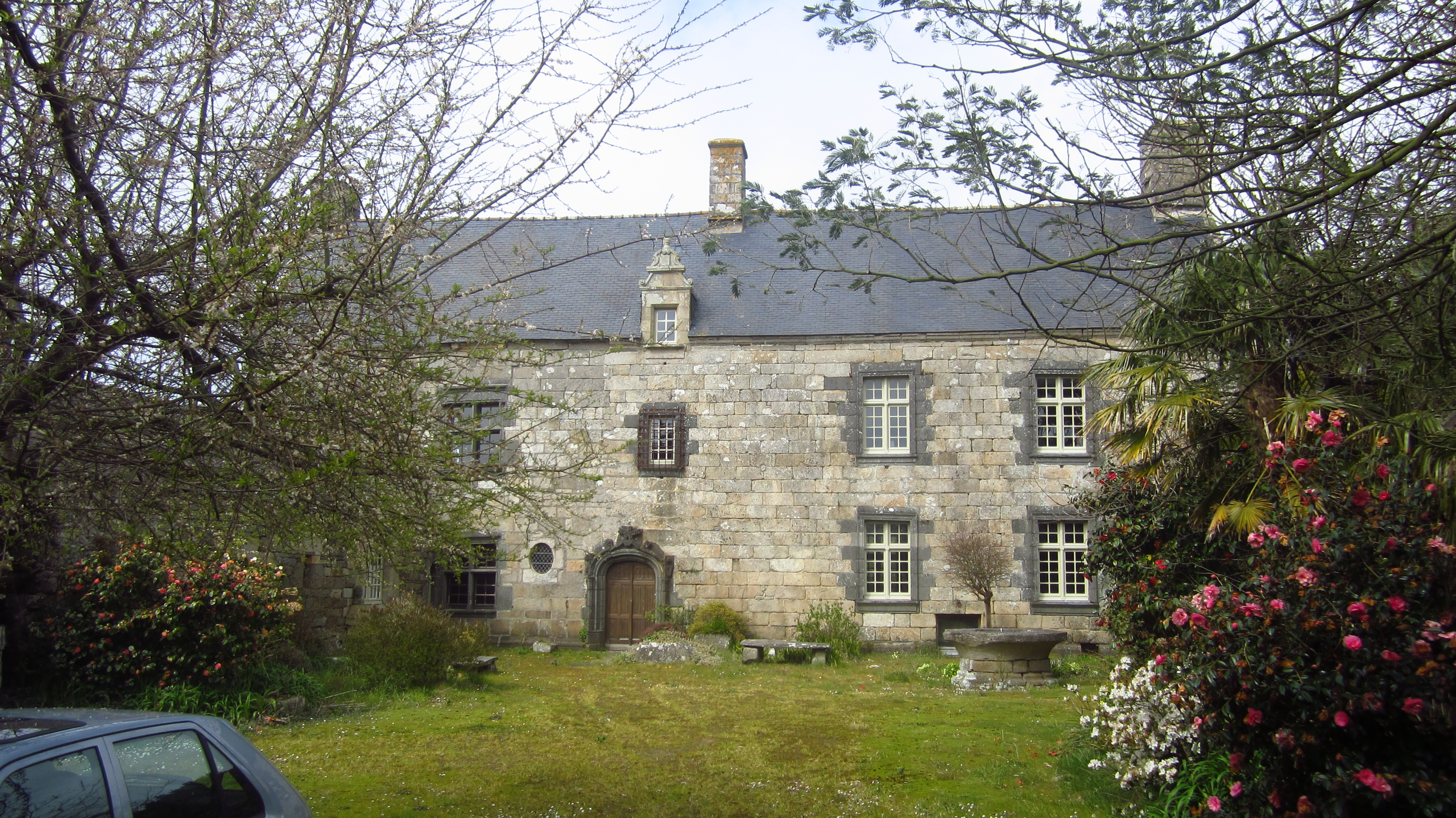
Manoir de Kerscao

- Manoir de Kerscao mit Taubenturm (Monument historique)